# Saint-Grégoire-d'Ardennes
Saint-Grégoire-d'Ardennes é uma comuna francesa na região administrativa da Nova Aquitânia, no departamento de Charente-Maritime. Estende-se por uma área de 3,50 km². Em 2010 a comuna tinha 151 habitantes (densidade: 43,1 hab./km²).